# Pol Espargaró
Pol Espargaró (ur. 10 czerwca 1991 w części Barcelony – Granollers) – hiszpański motocyklista uczestniczący w Motocyklowych Mistrzostwach Świata. Swoją karierę rozpoczął w 2006 roku w wieku 14 lat będąc przy tym najmłodszym zawodnikiem w historii mistrzostw świata. Wicemistrz świata Moto2 sezonu 2012 oraz trzeci zawodnik klasyfikacji generalnej kategorii 125 cm³ w sezonie 2010. Mistrz świata Moto2 w sezonie 2013.

## Kariera

### 2006 – Najmłodszy zawodnik mistrzostw świata
Pol po raz pierwszy w wyścigu o mistrzostwo świata w klasie 125 cm³ wystartował w Grand Prix Katalonii 18 czerwca 2006 roku, kiedy to wystartował, dzięki „dzikiej karcie”. Start został zaliczony do udanych. W pierwszym starcie zdobył 3 oczka, zajmując 13. miejsce, stając się najmłodszym zawodnikiem w historii, który zdobył punkty mając zaledwie 15 lat i 8 dni. Potem wystartował jeszcze w ostatnich sześciu zawodów sezonu, dzięki kontuzji zawodnika teamu Derbi Andrea Iannone. W Czechach nie dojechał do mety, Malezji był 14. W kolejnych dwóch wyścigach nad Pacyfikiem nie zdobył punktów. Po powrocie do Europy. Zdobył kolejne punkty. Poprawiając dotychczasowe najlepsze wyniki. W Portugalii zajął 12. miejsce, a w zamykających zawodach w Walencji przyjechał na metę na 6. miejscu.

### 2007 – Pierwsze podium
Espargaró drugi sezon wyścigował się w zespole Aprilii. Z siedemnastu eliminacji tylko czterech nie ukończył. W pozostałych zdobył punkty. Już w pierwszych zawodach w Katarze miał szansę na pobicie swojego najlepszego wyniku będąc siódmym. Jednak na domowym torze zajął świetną czwartą pozycję, tracąc do podium niecałe 0,7 sekundy. Potem zastąpiły cztery starty w których naprzemiennie zdobywał 11. oraz 9. miejsce. Wtedy doszło do wyścigu o wielką nagrodę Katalonii, w której to rok wcześniej debiutował. W tym wyścigu stracił do zwycięzcy zaledwie 2,081 sekundy, będąc jednak dopiero na 5. miejscu. Kolejne starty nie były udane. W Wielkiej Brytanii oraz Niemczech Hiszpan nie dojechał do mety, a w Holandii zajął 11. pozycję. W ostatnich startach przed wyjazdem nad Pacyfik. Pol startował bardzo dobrze. W Czechach był szósty, a w San Marino piąty. W Grand Prix Portugalii po raz pierwszy stanął na podium. Przegrywając ze zwycięzcą Hectorem Faubelem o 0,235 sekundy oraz Gáborem Talmácsi. Jednak ci zawodnicy do ostatnich startów walczyli o mistrzostwo świata. Tego wyczynu nie udało już się poprawić Espargaró do końca sezonu. Najlepiej spisał się w Walencji zajmując 10. pozycję. Jednak ze 110 oczkami zdobył 9. miejsce w kwalifikacji generalnej.

### 2008 – Powrót do Derbi

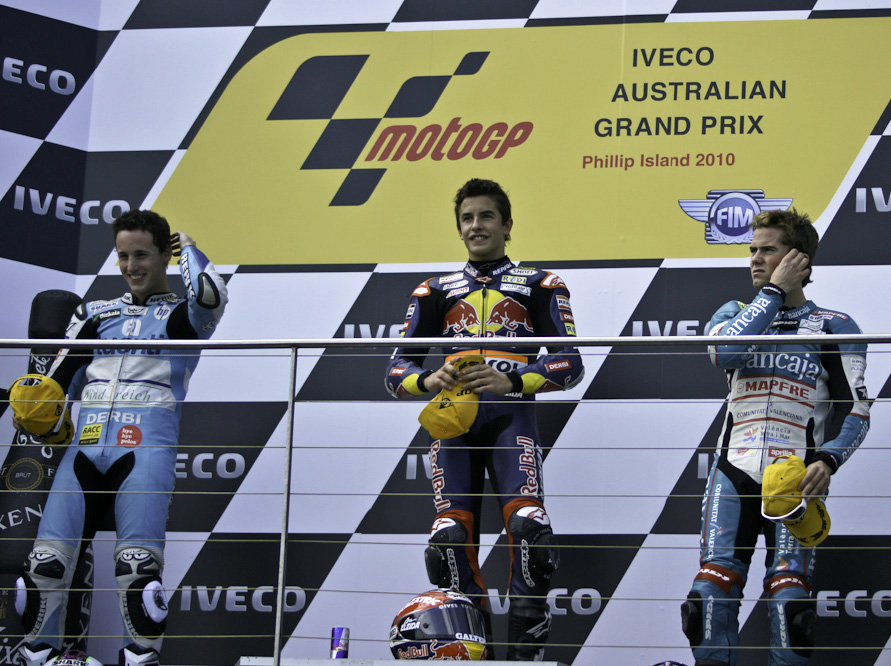
Od lewej: Pol Espargaró, Marc Márquez, Nicolás Terol.

W sezonie 2008 Pol wrócił do motocyklu Derbi w którym jeździł w debiutanckim sezonie. Pierwszy start w mocnym wyścigu o Motocyklowe Grand Prix Kataru zakończył na 8. miejscu walcząc do samego końca z Włochem Simone Corsi. W drugim starcie w Hiszpanii nie było już tak dobrze do Corsiego, który wygrał wyścig stracił nieco ponad 40 sekund zajmując 14. miejsce. W Portugalii znalazł się o jedno miejsce wyżej niż w pierwszym wyścigu europejskim. W Chinach Hiszpan ukończył start już na czwartym miejscu. Taki sam wynik wywalczył w skróconym Francji. Dwa tygodnie później we Włoszech zajął po raz drugi w swojej karierze trzecie miejsce. Tracąc na ostatniej prostej drugą pozycję względem Gábora Talmácsiego. Do zwycięzcy w tym wyścigu stracił zaledwie 0,036 sekundy. Zaledwie tydzień później odbyło się domowe Grand Prix Katalonii. Pol świetnie rozegrał wkwalifikacje w których po raz pierwszy w karierze wywalczył pole position, jednak w konkursie nie udało się obronić prowadzenie. Ostatecznie i tak zajmując najlepsze miejsce w życiu, tj. drugie. W Wielkiej Brytanii oraz Holandii nie wystartował z powodu kontuzji (złamanie obojczyka), której nabawił się na torze Donington Park. Na tor wrócił podczas wyścigu rozgrywanego w Niemczech. Jednak nie zdobył punktów, zajmując dopiero siedemnastą lokatę.

### 2012 – Walka o tytuł w Moto2
W sezonie 2012 Pol przesiadł się z maszyny FTR na Kalex a i już podczas zimowych testów pokazał, że będzie mocny osiągając świetne czasy. Sezon rozpoczął od trzeciej lokaty w Katarze tracąc do Marca Márqueza niewiele ponad 1s.. W Hiszpanii Pol już wygrał. Okoliczności tego zwycięstwa były jednak niezwykłe, bo wyścig został zakończony przedwcześnie z powodu opadu deszczu. O zwycięstwo w Grand Prix Portugalii walczył do ostatnich zakrętów finałowego okrążenia. Ostatecznie jednak zajął drugie miejsce tracąc do Marca Márqueza 1,987s.. Po wyścigu we Francji, który ukończył na 6 pozycji, objął po raz pierwszy w karierze prowadzenie w klasyfikacji generalnej Motocyklowych Mistrzostw Świata w klasie Moto 2. Domowego wyścigu o Grand Prix Katalonii nie może zaliczyć do udanych. Gdy do mety zostawały tylko 3 okrążenia Pol próbował wykorzystać błąd Marca Márqueza. W wyniku kontaktu upadł i stracił cenne punkty. Po kilku apelacjach i odwołaniach Marc Márquez utrzymał wywalczone na torze trzecie miejsce. Do wyścigu na Silverstone Pol przystąpił mocno zdeterminowany. Przełożyło to się na fantastyczną dyspozycję i Hiszpan zdominował cały weekend wygrywając w pięknym stylu niedzielny wyścig. Holenderskie Tourist Trophy rozpoczął w podobnym stylu. Tym razem jednak wyścigu nie ukończył upadając już na samym początku rywalizacji, gdy próbował odjechać rywalom. Pol próbował się odgryźć na torze Sachsenring. Kolejny raz dominował w trakcje weekendu, jednak podczas kwalifikacji na mokrym torze nie radził sobie najlepiej i uzyskał zaledwie 17. czas. W trakcie wyścigu z okrążenia na okrążenie przebijał się w górę klasyfikacji kończąc ostatecznie tuż za podium. Motocyklowe Grand Prix Włoch rozpoczął już tradycyjnie od najlepszych czasów w piątkowych sesjach treningowych. Podczas sobotniej sesji treningowej został "wycięty" z toru przez Johanna Zarco i występ w dalszej części weekendu stał pod dużym znakiem zapytania. Ostatecznie Pol wystąpił w kwalifikacjach i mógł wystartować do wyścigu z pole position, który ukończył na drugiej pozycji. Po blisko miesięcznej przerwie Pol znowu dominował. Tym razem na torze Indianapolis wygrał wszystkie trzy treningi, wywalczył pole position, ale znowu nie mógł się cieszyć ze zwycięstwa w wyścigu. Po kuriozalnym błędzie upadł na początku sesji warm-up, stracił wiele cennego czasu i, jak się okazało, nie był w stanie rywalizować z Markiem Márquezem w trakcie wyścigu. Po tym Grand Prix strata do prowadzącego Márqueza wzrosła do 39 punktów.
Kolejna eliminacja odbyła się w czeskim Brnie. Espargaro po raz trzeci z rzędu i czwarty w sezonie ruszył do wyścigu z pierwszego pola. Metę, po pasjonującej walce, osiągnął na trzeciej pozycji. Podobny przebiegł miała walka na torze Misano. "Pollycio" ukończył wyścig na drugiej pozycji. W następnej rundzie Pol w końcu wygrał nie tylko kwalifikacje, ale także wyścig, choć i tym razem nie było to zdecydowane zwycięstwo. Wyścig na Motegi to kolejne starcie Espargaro z Márquezem. Startujący z pole position Pol nie dał rady Marquezowi, który znacznie przybliżył się do tytułu mistrzowskiego. Kolejny wyścig odbył się w Malezji. Pol ponownie wygrał kwalifikacje i miał szanse odrobić cenne punkty do lidera klasyfikacji generalnej. W wyścigu panowały trudne warunki i na siedem okrążeń przed metą upadek zaliczył Márquez, ale Espargaro nie wykorzystał okazji finiszując na 10. pozycji. Na torze Phillip Island "Pollycio" dominował od pierwszego treningu. Zwycięstwo w kwalifikacjach oraz nokaut w wyścigu jednak nie wystarczyły, aby przedłużyć szansę na mistrzowski tytuł. Kończący wyścig na trzecim miejscu Marc Márquez zapewnił sobie tytuł i ostatni wyścig w sezonie o niczym już nie decydował. Pol jeszcze raz wywalczył pierwsze pole startowe, ale w wyścigu nie radził sobie najlepiej kończąc rywalizację na 9. miejscu. Ostatecznie sezon Pol Espargaró zakończył na drugiej pozycji z wynikiem 268 punktów tracąc do Marca Márqueza 56 oczek.

### 2013
Przed sezonem 2013 Polowi ubyło kilku groźniejszych rywali. Marc Márquez, Andrea Iannone oraz Bradley Smith awansowali do kategorii Moto GP, natomiast Thomas Lüthi podczas zimowych testów doznał poważnej kontuzji wykluczającej go z kilku wyścigów. Espargaro swoją dominacje pokazał już w zimowych testach wygrywając 4 z 6 rozegranych sesji. W treningach przed pierwszym wyścigiem w Katarze Pol jednak nie dominował. Wszystkie sesje treningowe wygrał Takaaki Nakagami. "Pollycio" obudził się dopiero w końcówce kwalifikacji. W czwartym sektorze swojego ostatniego okrążenia pomiarowego odrobił ponad 0,3s do Japończyka i wywalczył pierwsze pole position w sezonie i zarazem piąte z rzędu. W wyścigu Espargaro do ostatnich metrów walczył ze swoim najgroźniejszym rywalem, Scottem Reddingiem ostatecznie wygrywając o 0,844s. Kolejny wyścig odbył się na zupełnie nowym torze w Austin. Tym razem Pol przez cały weekend borykał się z problemami przyczepności przodu motocykla i w kwalifikacjach wywalczył zaledwie 7 pole startowe. Gorszy był jednak wyścig, w którym Hiszpan zaliczył groźny upadek i zakończył rywalizacje przedwcześnie. Dodatkowo stracił pozycję lidera klasyfikacji mistrzostw świata na rzecz Reddinga. Po tych wydarzeniach zaczął mozolnie odrabiać stracone punkty do Reddinga, wygrywał m.in. w Barcelonie i Assen oraz zajął 3. miejsce w Niemczech, co wywierało wciąż rosnącą presję na Brytyjczyku. Udzieliła się ona w Australii, gdzie w trakcie trwania treningów Scott wypadł z motocykla i złamał lewy nadgarstek tym samym dając szansę Polowi na odzyskanie upragnionego pierwszego miejsca w klasyfikacji generalnej, Hiszpan wygrał Grand Prix Australii i do dwóch ostatnich weekendów przystępował ze spokojną głową. Dokładając jeszcze do całości triumf w Japonii, Espargaro zapewnił sobie tytuł mistrza świata Moto2.

### 2014
Młodszy z braci Espargaró awansował do MotoGP i od razu dostał do dyspozycji czołowy motocykl stawki tj. Yamahę M1, nie był to zespół fabryczny a satelicki. W przeciągu całego sezonu Hiszpan czterokrotnie nie ukończył wyścigów, ale w swoim debiucie w królewskiej klasie Espargaró zanotował bardzo dobre starty, co pozwoliło w ostatecznym rozrachunku zająć szóste miejsce w generalce, zaraz przed starszym z braci.

### 2015
#44 pozostał na kolejny sezon w Tech3, wyścigi kończył zawsze w czołowej dziesiątce z tym, że nie ukończył 5 innych. Hiszpan zakończył sezon na dziewiątym miejscu w klasyfikacji końcowej.

## Statystyki

### Sezony
| Sezon | Klasa  | Motocykl | Wyścigi | Zwycięstwa | Podium | PP | Najsz. okr. | Pkt.   | Miejsce |
| ----- | ------ | -------- | ------- | ---------- | ------ | -- | ----------- | ------ | ------- |
| 2006  | 125cc  | Derbi    | 7       | 0          | 0      | 0  | 0           | 19     | 20      |
| 2007  | 125cc  | Aprilia  | 17      | 0          | 1      | 0  | 0           | 110    | 9       |
| 2008  | 125cc  | Derbi    | 14      | 0          | 3      | 2  | 1           | 124    | 9       |
| 2009  | 125cc  | Derbi    | 16      | 2          | 5      | 1  | 1           | 174,5  | 4       |
| 2010  | 125cc  | Derbi    | 17      | 3          | 12     | 0  | 3           | 281    | 3       |
| 2011  | Moto2  | FTR      | 17      | 0          | 2      | 0  | 1           | 75     | 13      |
| 2012  | Moto2  | Kalex    | 17      | 4          | 11     | 8  | 5           | 269    | 2       |
| 2013  | Moto2  | Kalex    | 17      | 6          | 10     | 6  | 4           | 265    | 1       |
| 2014  | MotoGP | Yamaha   | 18      | 0          | 0      | 0  | 0           | 136    | 6       |
| 2015  | MotoGP | Yamaha   | 18      | 0          | 0      | 0  | 0           | 114    | 9       |
| 2016  | MotoGP | Yamaha   | 17      | 0          | 0      | 0  | 0           | 134    | 8       |
| Razem |        |          | 163     | 15         | 44     | 17 | 15          | 1615,5 |         |

* – sezon w trakcie

### Klasy wyścigowe
| Klasa  | Sezony    | Pierwszy wyścig | Pierwsze podium   | Pierwsza wygrana  | Wyścigi | Zwycięstwa | Podium | PP | Najsz. okr. | Pkt.   | WCh |
| ------ | --------- | --------------- | ----------------- | ----------------- | ------- | ---------- | ------ | -- | ----------- | ------ | --- |
| 125 cc | 2006–2010 | Katalonia 2006  | Portugalia 2007   | Indianapolis 2009 | 71      | 5          | 21     | 3  | 5           | 708,5  | 0   |
| Moto2  | 2011–2013 | Katar 2011      | Indianapolis 2011 | Hiszpania 2012    | 51      | 10         | 23     | 14 | 10          | 609    | 1   |
| MotoGP | 2014–     | Katar 2014      |                   |                   | 41      | 0          | 0      | 0  | 0           | 299    | 0   |
| Razem  | 2006–     |                 |                   |                   | 163     | 15         | 44     | 17 | 15          | 1615,5 | 1   |

### Starty
| Sezon | Klasa   | Motocykl | 1      | 2      | 3      | 4      | 5      | 6      | 7      | 8       | 9       | 10     | 11     | 12     | 13     | 14     | 15     | 16     | 17      | 18    | Poz. | Pkt.  |
| ----- | ------- | -------- | ------ | ------ | ------ | ------ | ------ | ------ | ------ | ------- | ------- | ------ | ------ | ------ | ------ | ------ | ------ | ------ | ------- | ----- | ---- | ----- |
| 2006  | 125 cm³ | Derbi    | ESP -  | QAT -  | TUR -  | CHN -  | FRA -  | ITA -  | CAT 13 | HOL -   | GBR -   | GER -  | CZE NU | MAL 14 | AUS 16 | JPN 19 | POR 12 | WAL 6  |         |       | 20.  | 19    |
| 2007  | 125 cm³ | Aprilia  | QAT 7  | ESP 4  | TUR 11 | CHN 9  | FRA 11 | ITA 9  | CAT 5  | GBR NU  | HOL 11  | DEU NU | CZE 6  | SMR 5  | POR 3  | JPN NU | AUS 11 | MAL NU | WAL 10  |       | 9.   | 110   |
| 2008  | 125 cm³ | Derbi    | QAT 8  | ESP 14 | POR 13 | CHN 4  | FRA 4  | ITA 3  | CAT 2  | GBR DNS | HOL DNS | DEU 17 | CZE 8  | SMR NU | IND 2  | JPN NU | AUS 5  | MAl 6  | WAL DNS |       | 9    | 124   |
| 2009  | 125 cm³ | Derbi    | QAT 4  | JPN 3  | ESP 7  | FRA NU | ITA 4  | CAT NU | HOL 9  | DEU 5   | GBR 10  | CZE 5  | IND 1  | SMR NU | POR 1  | AUS 1  | MAl 3  | WAL 3  |         |       | 4    | 174,5 |
| 2010  | 125 cm³ | Derbi    | QAT 4  | ESP 1  | FRA 1  | ITA 3  | GBR 2  | HOL 3  | CAT 3  | DEU NU  | CZE 2   | IND 3  | SMR 6  | ARA 1  | JPN 4  | MAl 2  | AUS 2  | POR 10 | WAL 2   |       | 3    | 281   |
| 2011  | Moto2   | FTR      | QAT 22 | ESP 20 | POR 6  | FRA 13 | CAT 16 | GBR NU | HOL NU | ITA 28  | DEU 13  | CZE 16 | IND 2  | SMR 9  | ARA 14 | JPN 15 | AUS 5  | MAl 3  | WAL 14  |       | 13   | 75    |
| 2012  | Moto2   | Kalex    | QAT 3  | ESP 1  | POR 2  | FRA 6  | CAT NU | GBR 1  | HOL NU | DEU 4   | ITA 2   | IND 2  | CZE 3  | SMR 2  | ARA 1  | JPN 2  | MAl 11 | AUS 1  | WAL 8   |       | 2    | 268   |
| 2013  | Moto2   | Kalex    | QAT 1  | AME NU | ESP 3  | FRA 20 | ITA 4  | CAT 1  | HOL 1  | DEU 3   | IND 4   | CZE 4  | GBR 8  | SMR 1  | ARA 3  | MAl 2  | AUS 1  | JPN 1  | WAL 29  |       | 1    | 265   |
| 2014  | MotoGP  | Yamaha   | QAT NU | AME 6  | ARG 8  | ESP 9  | FRA 4  | ITA 5  | CAT 7  | NED NU  | DEU 7   | IND 5  | CZE NU | GBR 6  | SMR 6  | ARA 6  | JPN 8  | AUS NU | MAL 6   | WAL 6 | 6    | 136   |
| 2015  | MotoGP  | Yamaha   | QAT 9  | AME NU | ARG 8  | SPA 5  | FRA 7  | ITA 6  | CAT NU | NED 5   | GER 8   | IND 7  | CZE 8  | GBR NU | RSM NU | ARA 9  | JPN NU | AUS 8  | MAL 9   | VAL 5 | 9    | 114   |
| 2016  | MotoGP  | Yamaha   | QAT 7  | ARG 6  | AME 7  | ESP 8  | FRA 5  | ITA    | CAT    | NED     | GER     | AUT    | CZE    | GBR    | SMR    | ARA    | JPN    | MAL    | AUS     | VAL   | 6*   | 47*   |

* – sezon w trakcie